# اسب بزرگ
اسب بزرگ یا پگاز ، اسب بالدار  نام یکی از صورت‌های فلکی نیمکره شمالی آسمان است که به آن اسب بالدار هم گفته می‌شود.
این صورت فلکی را معمولاً از روی صورتواره "مربع بزرگ" آن می‌شناسند البته تنها سه ستاره در سه گوشه این مربع به اسب بزرگ تعلق دارند که شامل ستارگان آلفا (مرکب الفرس)، بتا (ساعد الفرس) گاما (گاما اسب بزرگ) می‌شود و ستاره گوشه شمال شرقی یعنی سُرَّةالفَرَس متعلق به صورت فلکی زن برزنجیر (آندرومدا) است.
هفتمین صورت فلکی بزرگ آسمان اسب بزرگ است. این صورت فلکی به علت داشتن بخش مربعی شکل که ستاره آلفای آن متعلق به آندرومداست، یافتنش در آسمان کار مشکلی نیست و می‌توان آن را در قسمت پائینی آندرومدا با دنبال کردن راس المسلسه که در قسمت شرقی مربع است پیدا کرد.

## ریشه تاریخی
در مورد این صورت فلکی افسانه‌ای کهن وجود دارد که بر طبق آن اسب بالدار (پگاسوس) آسمان همان اسبی بود که پرسیوس یا برساوش سوار بر آن معشوقه خود یعنی آندرومدا را از دست هیولای دریا نجات داده‌است.

## ستاره‌ها
ستاره‌های دارای نام سنتی و ستارگان معروف در این صورت فلکی عبارت‌اند از:

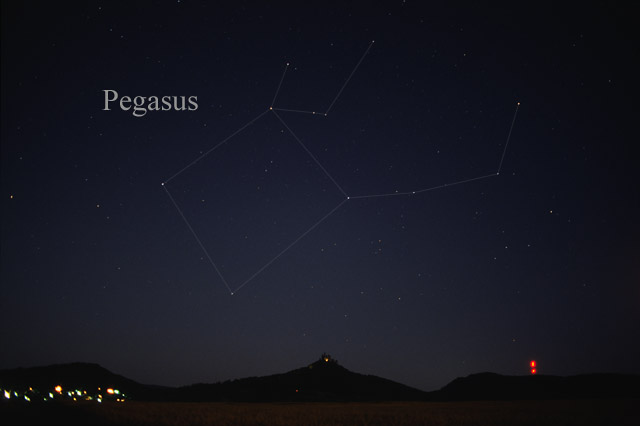
صورت فلکی اسب بزرگ آن‌طور که با چشم غیرمسلح دیده می‌شود.

- مرکب‌الفرس (زین اسب): (آلفا-اسب بزرگ) α Peg: ستاره‌ای آبی- سفید از رده طیفی B9III که در فاصله ۱۳۳ سال نوری قرار دارد.[۱] این ستاره (مانند ستاره گاما اسب بزرگ) به نظر می‌رسد از رشته اصلی خارج شده‌است. چرا که هیدروژن هسته آن به اتمام رسیده‌است و ستاره در حال انبساط است تا جایی که به یک غول سرخ تبدیل گردد.[۲]
- ساعدالفرس (بازوی اسب): (بتا-اسب بزرگ) β Peg: دومین ستاره پرنور صورتواره مربع اسب بزرگ. یک ستاره غول سرخ از رده طیفی M2.5II-IIIe است و از زمین ۱۹۶ سال نوری فاصله دارد.[۳] درخشندگی این ستاره ۱۵۰۰ برابر خورشید است.[۴] بتا اسب بزرگ یک ستاره متغیر نیمه‌منظم است که قدر آن از ۲٫۳۱ تا ۲٫۷۴ با دوره تناوب ۴۳٫۳ روز تغییر می‌کند.[۵]
- جنب (پهلوی اسب): (گاما-اسب بزرگ) γ Peg: ستاره‌ای آبی- سفید از رده طیفی B2IV که در فاصله ۳۹۱ سال نوری قرار دارد.[۶]این ستاره (مانند ستاره مرکب‌الفرس) به نظر می‌رسد از رشته اصلی خارج شده‌است. چرا که هیدروژن هسته آن به اتمام رسیده‌است و ستاره در حال انبساط است تا جایی که به یک غول سرخ تبدیل گردد.[۷]
- سرةالفرس (ناف اسب): (دلتا-اسب بزرگ) δ Peg که امروزه به صورت صورت‌فلکی زن برزنجیر منتقل شده و آلفا-زن برزنجیر نام گرفته‌است.
- انف (بینی): (اپسیلون-اسب بزرگ) ε Peg که پرنورترین ستاره‌ این صورت فلکی است، یک ستاره ابرغول نارنجی از رده طیفی K21b می‌باشد. این ستاره ۱۲ برابر جرم خورشید جرم دارد و حدود ۶۹۰ سال نوری از زمین فاصله دارد.[۸] این ستاره یک متغیر نامنظم است و قدر ظاهری آن از ۲٫۳۷ تا ۲٫۴۵ تغییر می‌کند.[۹]
- سعدالهمام (مرد خوش‌اندیش): (زتا-اسب بزرگ) ζ Peg
- سعدالمطر (شگون باران): (اتا-اسب بزرگ) η Peg
- سعدالبهایم (شگون دام‌ها): (تتا-اسب بزرگ) θ Peg: ستاره‌ای با قدر ظاهری ۲٫۹۴ است. این ستاره در واقع یک سیستم ستاره‌ای چندگانه شامل یک غول زرد از رده طیفی G2 با جرم ۳٫۲ برابر جرم خورشید و یک ستاره رشته اصلی زرد-سفید از رده طیفی A5V است که ۲ برابر جرم خورشید جرم دارد. این دو ستاره با دوره تناوب ۲٫۲۴ سال به دور یکدیگر می‌چرخند.[۱۰]
- سعدالبری (شگون بیگناه): (مو-اسب بزرگ) μ Peg
- سلم (تاو-اسب بزرگ) τ Peg
- ستاره اومیکرون اسب بزرگ (Omicron Pegasi): قدر ظاهری این ستاره ۴٫۷۹ است و در فاصله ۳۰۰±۲۰ سال نوری از زمین قرار دارد.[۱۱]این ستاره یک زیر غول سفید است که شروع به سرد شدن، انبساط و روشن‌تر شدن کرده و به خاطر خالی شدن هسته آن از هیدروژن، از رشته اصلی خارج می‌شود.[۱۲]

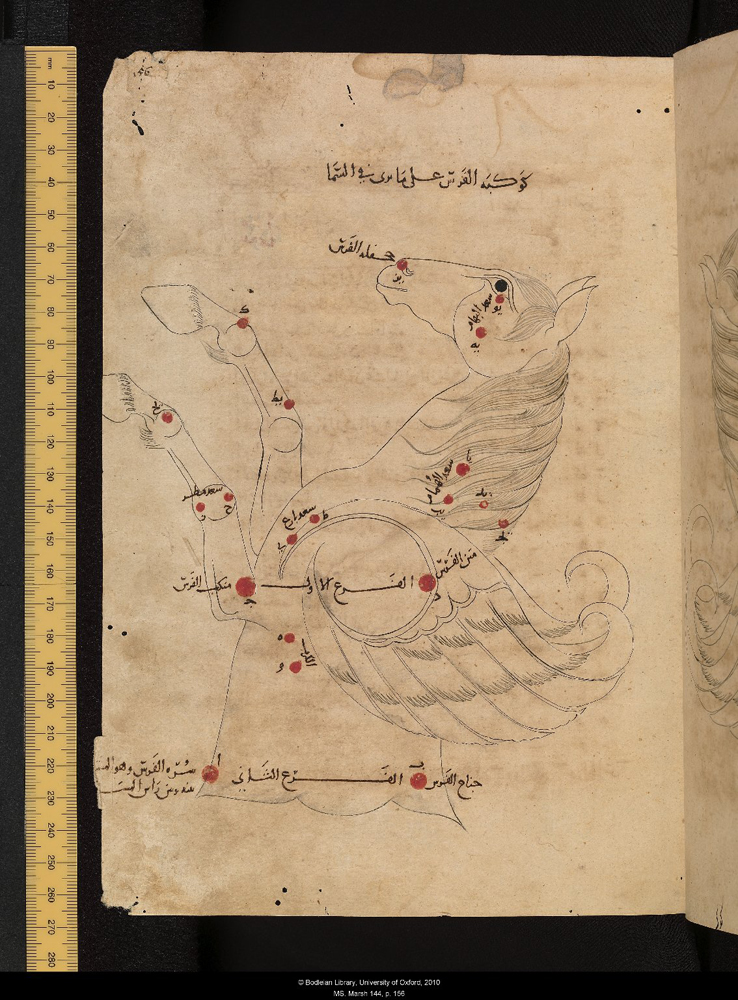
صورت فلکی اسب بزرگ در کتاب عبدالرحمان صوفی

## اجرام عمق آسمان

پنج قلوی استفان که توسط تلسکوپ جیمز وب گرفته شده‌است در صورت فلکی اسب بزرگ قرار دارد.

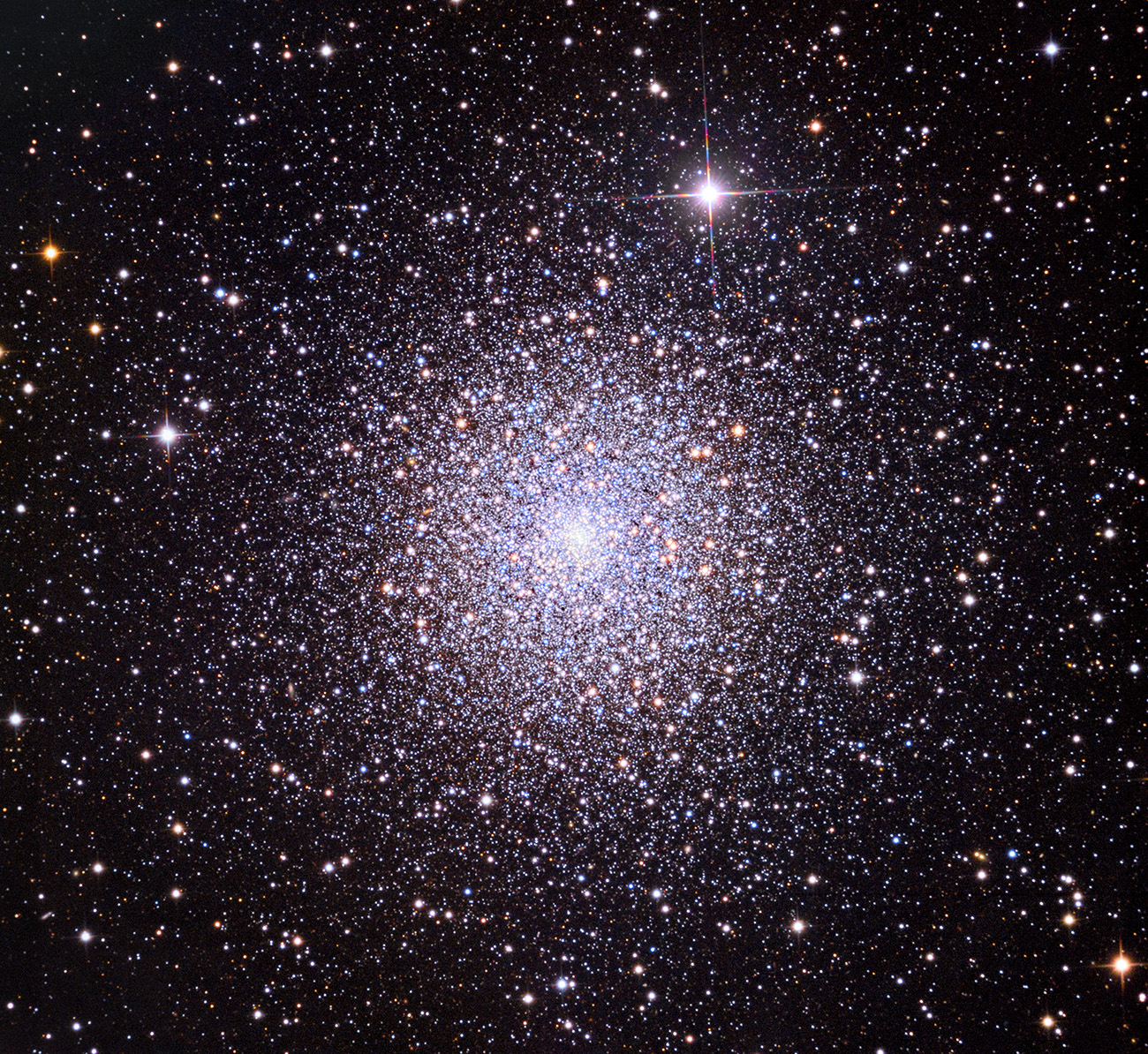
مسیه ۱۵

- مسیه ۱۵ (M15 یا NGC 7078): خوشه ستاره‌ای کروی از قدر ۶٫۴. این خوشه در فاصله ۳۴۰۰۰ سال نوری از زمین قرار دارد. این خوشه از کلاس Shapley IV است که بدین معناست خوشه‌ای بسیار غنی و پرستاره بوده و در مرکز آن متمرکز است.‌[۱۳] M15 در سال ۱۷۴۶ توسط جان دومینیک مارالدی کشف شد. پیس ۱ یک سحابی سیاره‌ای است که داخل خوشه ستاره‌ای مسیه ۱۵ قرار گرفته است و اولین "سحابی سیاره‌نمای داخل خوشه ستاره‌ای" کشف شده است.[۱۴] قدر ظاهری این سحابی ۱۵٫۵ می‌باشد.

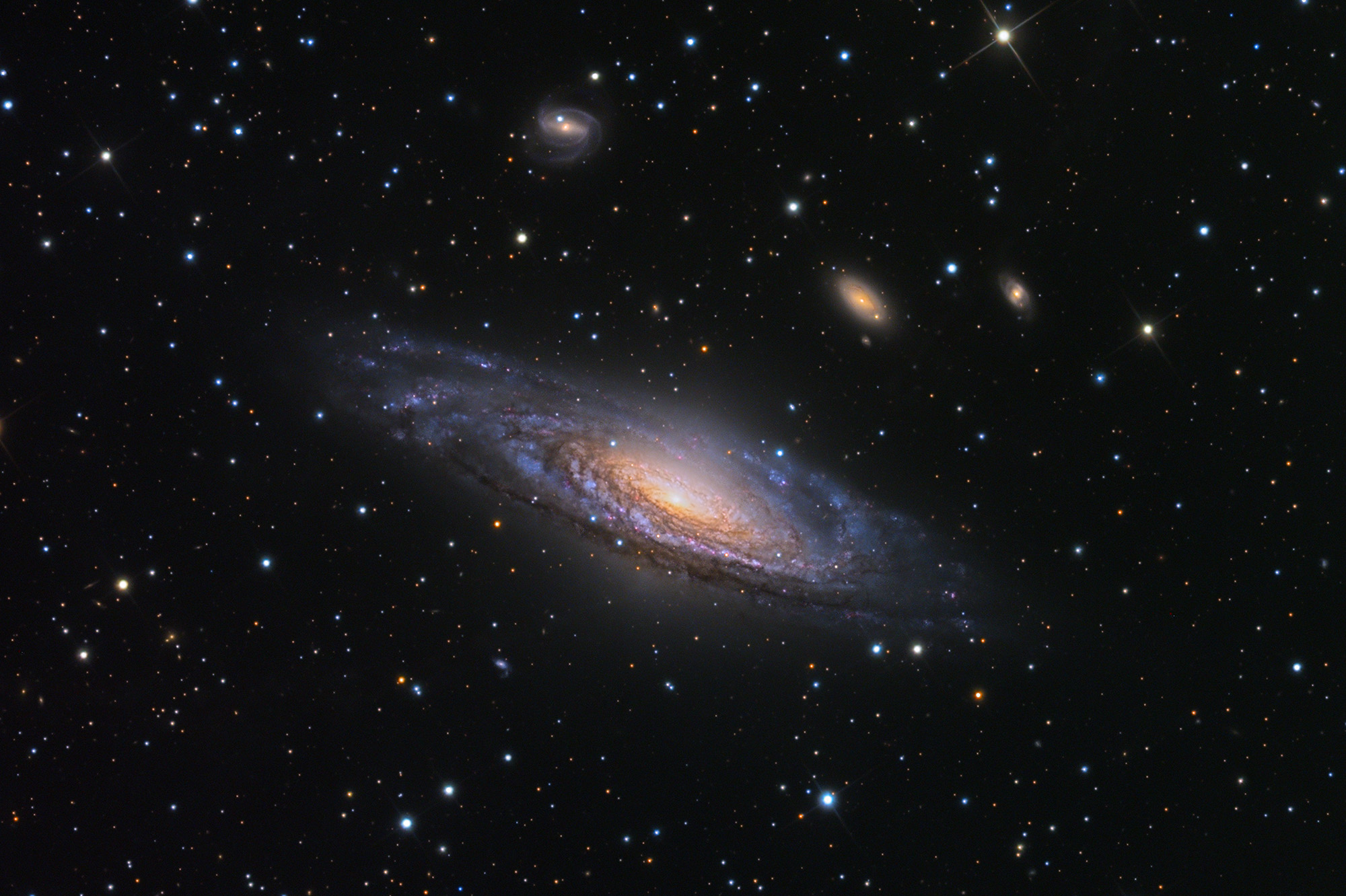
NGC 7331

- NGC 7331: یک کهکشان مارپیچی است که در فاصله ۳۸ میلیون سال نوری از زمین قرار گرفته و انتقال به سرخ آن ۰٫۰۰۲۷ است. این کهکشان توسط ویلیام هرشل در سال ۱۷۸۴ کشف شد.

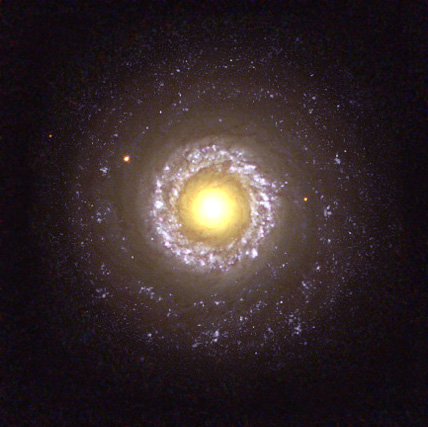
NGC 7742

- NGC 7742: یک کهکشان سیفرت نوع ۲ است که در فاصله ۷۷ میلیون سال نوری قرار دارد و انتقال به سرخ آن ۰٫۰۰۵۵۵ می‌باشد. قدر ظاهری آن ۱۲٫۴ است. این کهکشان یک هسته فعال از نوع سیاهچاله کلان‌جرم دارد و خطوط طیف نشری آن توسط گازهایی تولید می‌شود که به دور مرکز کهکشان با سرعت بسیار زیادی می‌چرخند. [۱۵]

اجرام خاص
همچنین این صورت فلکی به خاطر تعداد زیاد و غیرمعمول کهکشان‌ها و اجرام خاص (مانند پنج‌قلوی استفان) قابل توجه است:

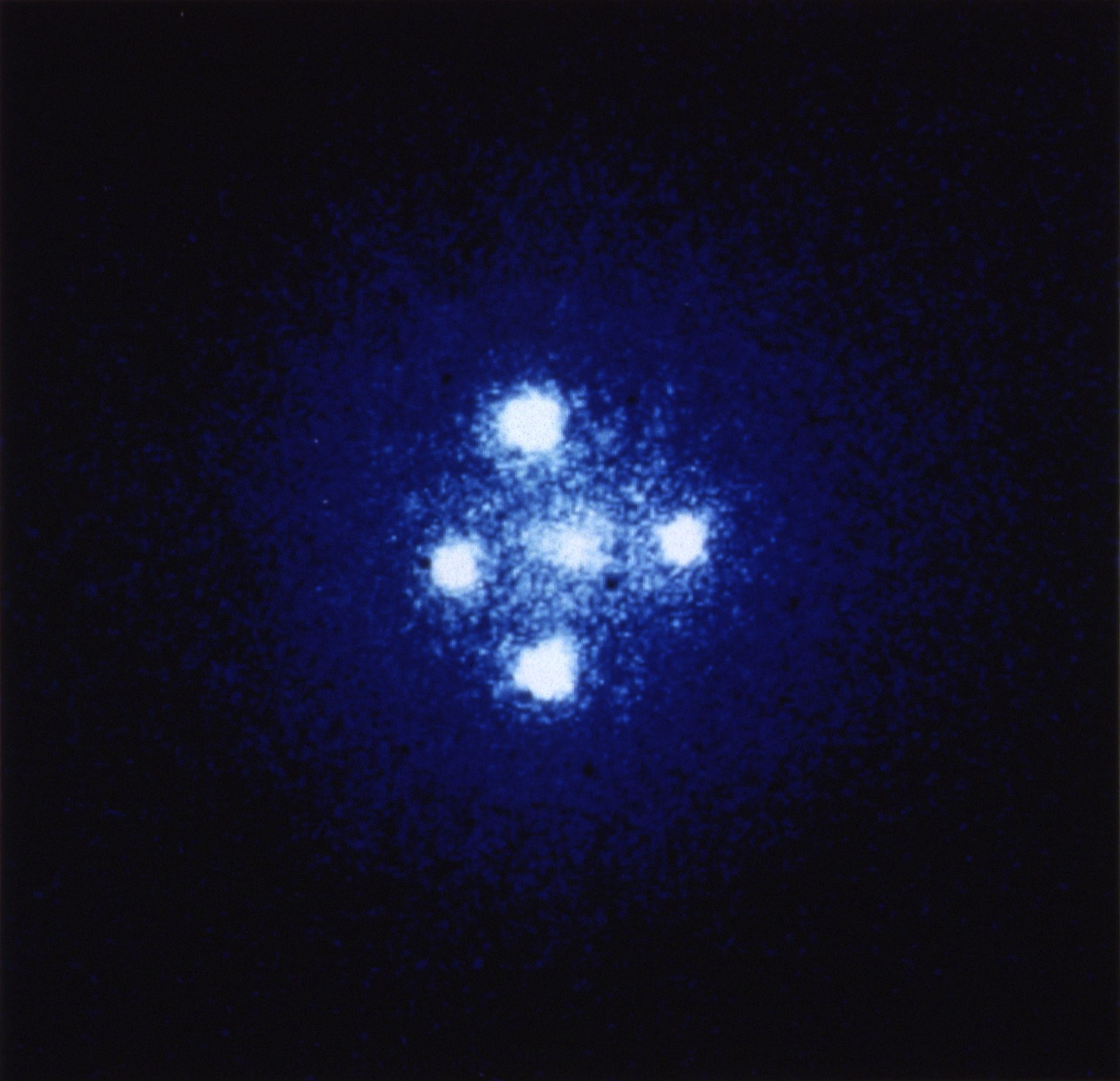
صلیب انیشتین

- صلیب انیشتین: یه اختروش است که توسط کهکشان بیضوی جلویی‌اش تحت تاثیر لنز گرانشی قرار گرفته است و درواقع چهار تصویر از یک اختروش تشکیل شده‌است. کهکشان بیضوی ۴۰۰ میلیون سال نوری فاصله دارد و انتقال به سرخ آن ۰٫۰۳۹۴ است. در حالی که اختروش ۸ میلیارد سال نوری فاصله دارد.[۱۵] پنج قلوی استفان که توسط تلسکوپ جیمز وب گرفته شده‌است.

پنج قلوی استفان که توسط تلسکوپ جیمز وب گرفته شده‌است.

- پنج‌قلوی استفان: یک خوشه کهکشانی شامل ۵ کهکشان است که در فاصله ۳۰۰ میلیون سال نوری قرار دارد و انتقال به سرخ آن ۰٫۰۲۱۵ است. برای اولین بار در سال ۱۸۷۷ توسط ادوارد استفان ستاره‌شناس فرانسوی کشف شد و این پنج قلوی به هم مرتبط برایش جالب و خاص بود. دو کهکشان در وسط این گروه به وضوح شروع به درهم ریختن و برهم‌کنش کهکشانی شده‌اند. منجمان پیش‌بینی می‌کنند همه این ۵ کهکشان در نهایت ادغام شوند و به یک کهکشان بیضوی بسیار بزرگ تبدیل شوند.[۱۵]

## مربع پاییزی

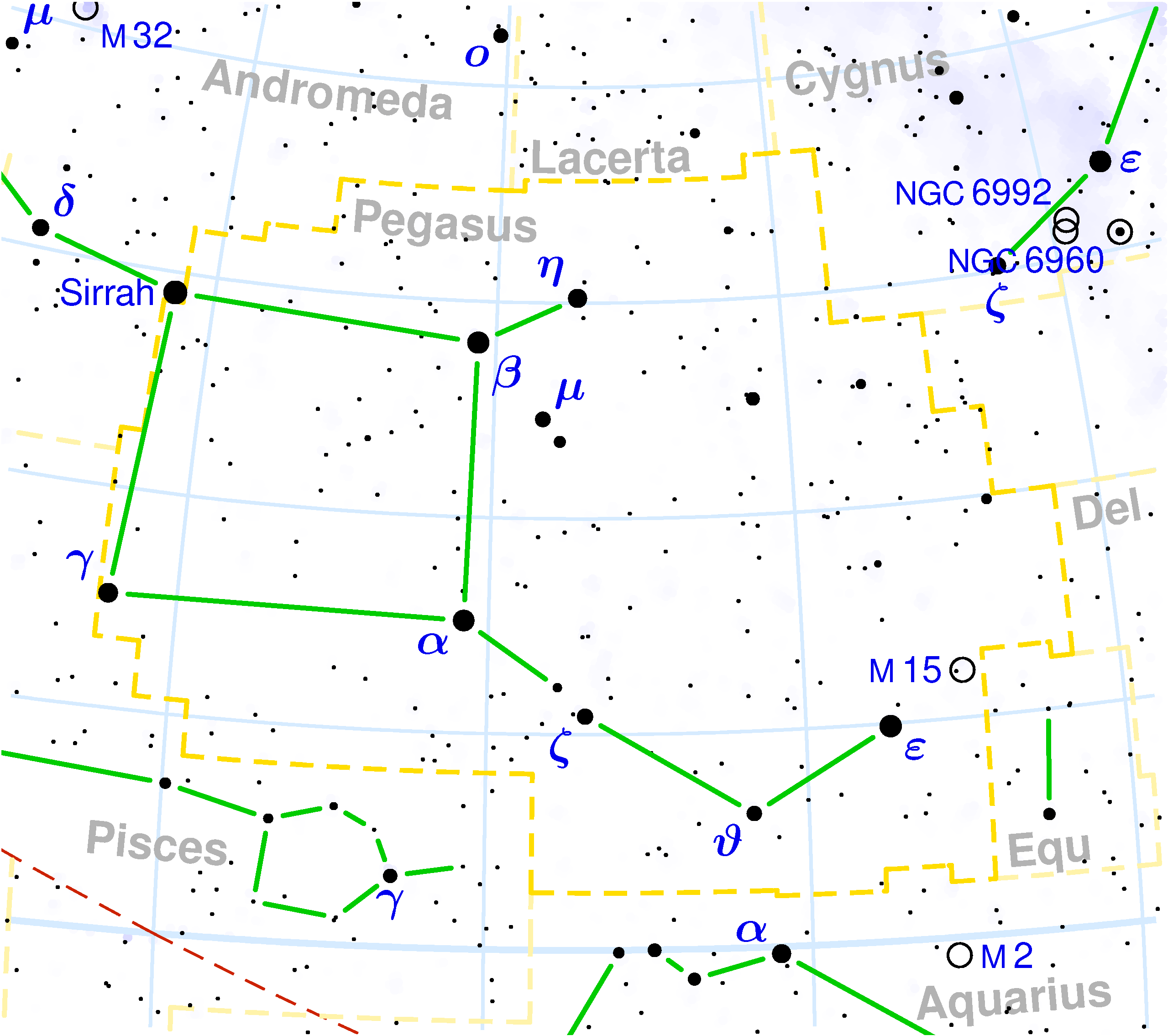
مربع پاییزی در زمینه صورت فلکی اسب بالدار

مربع پاییزی یک صورتواره است که از چهار ستاره شاخص در صورت فلکی اسب بزرگ تشکیل شده و به‌شکل یک مربع بزرگ جلوه‌گر است. ستارگان مرکب‌الفرس (زین اسب)، ساعدالفرس (بازوی اسب)، جنب (پهلوی اسب) و
سُرَّةالفَرَس (آلفا صورت فلکی زن برزنجیر) این مربع را ایجاد کرده‌اند.